# ایالت بوما
ایالت بوما (به لاتین: Boma State) یک منطقهٔ مسکونی در سودان جنوبی است. ایالت بوما ۴۱٬۶۵۴ کیلومتر مربع مساحت و ۲۱۴٬۶۷۶ نفر جمعیت دارد.